# Fender Rhodes
Il Fender Rhodes è un particolare tipo di pianoforte elettrico. Per il suo suono caratteristico è stato usato spesso nella musica jazz e rock a partire dagli anni sessanta.

## Storia
Il piano Fender Rhodes fu inventato negli anni quaranta da Leo Fender e Harold Rhodes; il suo principio di funzionamento è derivato sia dalla celesta sia dalla chitarra elettrica. L'azione è simile a quella di un pianoforte tradizionale, ma, mentre in quest'ultimo la pressione sui tasti causa la percussione di alcune corde metalliche da parte di un martelletto ricoperto di feltro, nel Fender Rhodes i martelletti ricoperti di feltro (sostituiti da martelletti di plastica con estremità in neoprene, a partire dagli anni settanta) percuotono sottili cilindretti metallici (in pratica, dei fili metallici), chiamati tine, per creare un suono metallico. Questi sono accoppiati, in modo simile ai due rebbi di un diapason, con sbarre metalliche ritorte e accordate, poste sopra ogni tine, con cui entrano in risonanza creando un effetto morbido e gradevole.
Nel corso degli anni sono state prodotte varie versioni di Fender Rhodes, denominate MKI, MKII, MKIII ecc., a seconda dei materiali utilizzati e dei nuovi processi impiegati per la loro produzione. Questo piano elettrico è diventato famoso al grande pubblico nel film The Blues Brothers suonato da Ray Charles.

## Meccanismo generatore del suono
Le "forchette" accordate sono "sbilanciate" o asimmetriche: un braccio consiste di una corta e rigida barra metallica cilindrica (essenzialmente un cavo rigido) chiamata tine, che viene colpita dal martelletto, la cui lunghezza determina l'intonazione della nota, formando l'onda sinusoidale fondamentale, mentre l'altro braccio è un risuonatore accordato la cui forma ricorda una specie di lingotto metallico, che contribuisce alla formazione del contenuto armonico del suono. La nota prodotta, proprio come avviene nella chitarra elettrica, viene trasformata in segnale elettrico dai  pickup magnetici posti di fronte ad ogni tine. L'uscita dei pickup viene portata in ingresso a un amplificatore che può essere regolato all'intensità desiderata.
Non essendo presenti corde o altri elementi soggetti a tensione, lo strumento non ha bisogno di essere accordato, nemmeno dopo il trasporto, caratteristica che insieme al minore peso e ingombro e la possibilità di essere amplificato lo ha reso inizialmente popolare come alternativa al pianoforte per l'utilizzo nei concerti, nonostante la oggettiva differenza timbrica.

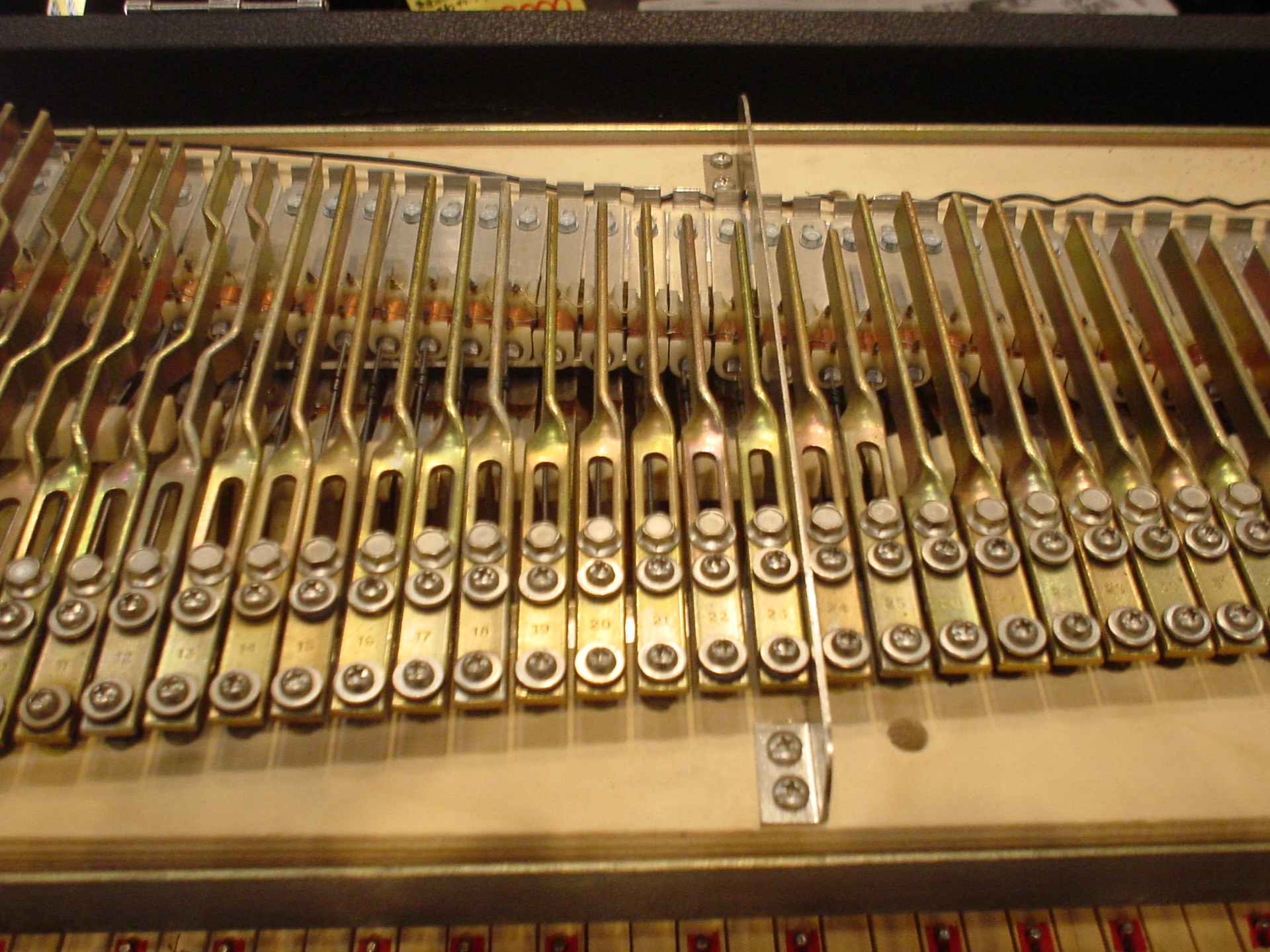
Meccanismo di generazione del suono tramite martelletti che percuotono barra metallica

Il suono prodotto ha le caratteristiche simili a quelle di un'onda triangolare, con grande quantità di energia sulla fondamentale e contenuto armonico che, se non si esagera con la dinamica d'esecuzione, non è troppo presente; se il musicista suona con più energia, il contenuto armonico aumenta in maniera significativa, conferendo allo strumento una caratteristica risposta alla dinamica esecutiva. Volendo semplificare, il timbro ha molto in comune con quelli della celesta o del glockenspiel. Dato che il suono è amplificato elettricamente, il segnale può essere quindi elaborato per aggiungere molti diversi colori timbrici.
Spesso il segnale viene elaborato attraverso un effetto sonoro costituito da un modulatore d'ampiezza a bassa frequenza sull'uscita stereofonica, erroneamente chiamata vibrato (in realtà, è un tremolo), che sposta il segnale avanti e indietro tra canale destro e sinistro; è questo suono "arrotondato" che viene più tipicamente identificato come il suono Rhodes e che si può ascoltare ad esempio in molte delle canzoni di Stevie Wonder. Il preamplificatore con il panning stereo è incorporato nei piano elettrici originali Fender Rhodes e dal 1970 nei modelli "a valigia"; il modello "da palcoscenico" manca del preamplificatore e della cassa con gli altoparlanti amplificati.
Nel 1977 e durante gli anni ottanta divenne popolare un set di modifiche al piano fatte dalla compagnia Dyno My Piano di Chuck Monte. Tali modifiche resero il suono più brillante, più duro e più simile a quello delle campane. Tale suono si può ascoltare in molti album di quel periodo. Le modifiche evidenziarono maggiormente le caratteristiche del suono Rhodes, ad esempio: se le note sono suonate con forza, il suono diventa meno dolce, dato che la distorsione non lineare crea un "ruggito" o "ringhio" caratteristico del sovraccarico. I musicisti più esperti sanno sfruttare questo contrasto tra suono dolce e duro per creare esecuzioni particolarmente espressive.

## Gli artisti che lo hanno suonato
Il Fender Rhodes fu particolarmente popolare dai primi anni settanta alla metà degli ottanta e molte delle sue canzoni simbolo sono di questo periodo: Riders on the Storm dei Doors, Just the Way You Are di Billy Joel, Still Crazy After All These Years di Paul Simon, Babe degli Styx, You Are the Sunshine of My Life di Stevie Wonder, Street life di The Crusaders & Randy Crawford. È usato in numerosi brani di Alicia Keys, in Peg degli Steely Dan, Gotta Serve Somebody di Bob Dylan, nell'introduzione di Sheep dei Pink Floyd, in I Can't Tell You Why e New Kid in Town degli Eagles e nel tema di Taxi di Bob James. Anche Billy Preston ne suonò uno in Don't Let Me Down e in Get Back dei Beatles. Il Fender Rhodes è inoltre in primo piano in Incommunicado di Jimmy Buffett.
Ray Charles suonò Shake Your Tailfeather su un Rhodes nella scena del negozio di strumenti musicali nel film The Blues Brothers.
Il Rhodes fu anche usato molto nella musica jazz e fusion in tutti gli anni '70. Negli album Light as a Feather dei Return to Forever e In a Silent Way di Miles Davis il Rhodes è preminente in tutta la registrazione. Eumir Deodato, Joe Zawinul dei Weather Report, Jan Hammer della Mahavishnu Orchestra e Herbie Hancock lo hanno suonato sia nelle registrazioni di celebri album sia dal vivo. Gli Steely Dan utilizzarono la versione modificata Dyno My Piano in molte registrazioni come Hey Nineteen, Kid Charlemagne, My Rival e con un phaser in The Fez e nella maggior parte delle registrazioni più recenti, Bill Evans usò il Rhodes (spesso insieme ad un pianoforte a coda) in diverse registrazioni (comprese The Bill Evans Album e From left to right).
In Italia è stato utilizzato a partire dagli anni '70 da Lucio Battisti, Bill Conti (Ornella Vanoni, Patty Pravo, Tito Schipa Jr.), da Ernesto Vitolo in numerose collaborazioni con Pino Daniele (ad esempio in Nero a metà) e altri artisti napoletani, da Roby Facchinetti dei Pooh, da Morgan e da Pino Presti, che dal 1972 lo propose in molti arrangiamenti per Mina e nell'album 1st Round (Atlantic Records).
Più di recente il Fender Rhodes ha avuto un ritorno di popolarità ed è stato adottato da un numero crescente di gruppi come Radiohead (in OK Computer e Kid A), Incubus, The Appleseed Cast, Super Furry Animals, Bright Eyes, Eisley, Elliott Berry, The Arcade Fire, Vanessa Carlton, Secret Machines, Tori Amos, Carmen Consoli, Wilco, Mute Math, ne0pxi, Thrice, R.E.M., Hot Hot Heat, Cake (il Rhodes è in Sheep Go To Heaven negli accordi di fondo del ritornello), The Strokes, Arctic Monkeys, The Flaming Lips, e Glenn Danzig dei Misfits. Ha visto inoltre una grande ripresa nelle "Jam Bands", essendo usato regolarmente da Phish, The String Cheese Incident, Leyline e The Special Purpose.
Inoltre il Rhodes ha visto un uso massiccio nell'hip hop, specialmente quello di natura più jazzistica. Questo è verificabile con artisti come The Roots, Mos Def e Talib Kweli, Blackalicious, Jurassic 5, A Tribe Called Quest, e altri. Ancora più popolare è nel genere neo-soul con artisti come Erykah Badu, D'Angelo, e Jill Scott dove sostituisce quasi completamente il piano tradizionale.
Oggi il Rhodes è onnipresente in generi quali Nu-Jazz, Lounge, Broken Beat, Funk e in generale in tutte le nuove forme di musica jazz e soul, dove insieme al beat e alla linea di basso elettronici, fa parte dell'arrangiamento di base. In questi generi è usato da Jeremy "Ayro" Ellis, Mark De Clive Lowe, Bugz in the Attic, Lanu, PPP, Dwele, Kaidi Tatham, Fish Go Deep, Monique Bingham, Jay-J.

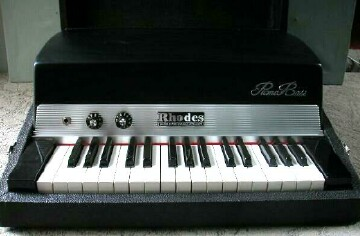
Rhodes Piano Bass (1960)

## L'acquisizione da parte della Fender
La Fender acquistò la Rhodes negli anni cinquanta e produsse per molti anni lo strumento unitamente agli amplificatori di progetto Fender. Ecco perché lo strumento è chiamato Fender Rhodes.
Il primo prodotto Fender Rhodes fu il Piano Bass nel 1960, destinato a sostituire il basso elettrico o il contrabbasso, con estensioni analoghe.  Nessun altro modello fu prodotto fino a dopo l'acquisizione della Fender da parte della CBS nel gennaio del 1965. Subito dopo entrarono in produzione il 73-note Student Piano ed il Suitcase Piano seguiti poi dagli altri modelli.

## I modelli

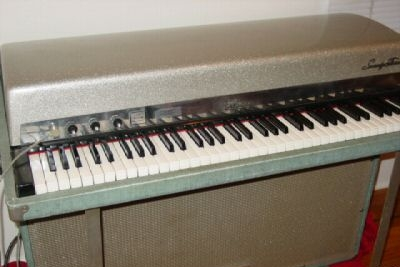
Rhodes Mark I Suitcase

Sono stati prodotti diversi modelli di Fender Rhodes: le versioni a 73 e 88 tasti, il modello da palcoscenico ed il modello a valigia che includeva amplificatore ed altoparlanti incorporati. Per un breve periodo di tempo fu costruita anche una versione a 54 tasti. I primi modelli ad essere prodotti furono i PianoBass a 32 note. Questi furono seguiti dallo Sparkletop (1965), dal Mark I (1970) e dal Mark II (1979) che fu continuamente sviluppato e migliorato, sebbene alloggiato nella stessa "carrozzeria". Nel 1984, l'ultimo anno di produzione, uscì il Mark V. Nel 1980 venne messa per breve tempo in produzione una versione particolare del Mark II 73 denominata Mark III EK10 che includeva all'interno del case, posta al di sopra della parte meccanica, una componente synth derivata dalla Arp, che donava al caratteristico suono del piano Rhodes delle particolari modulazioni e toni sintetici che venivano gestiti da una superficie di controllo posta frontalmente a ridosso dei tasti. 
Nel 2007, dopo tanti anni, il Fender Rhodes ritorna con il modello Mark 7.
La produzione del Rhodes è ricominciata nel 2021 grazie ad un gruppo di musicisti inglesi che ha acquisito il marchio originale potendo così mettere in produzione il modello Mark 8 con il brand Rhodes Music Ltd. costruito con lo stesso tipo di generazione sonora e personalizzabile nella scelta dei materiali, dei colori e delle finiture. Sul pannello frontale troviamo di serie i controlli di pre-amplificazione con volume, drive e un varipan stereo. È possibile inoltre aggiungere un pannello effetti che comprende: compressore, chorus, phaser e delay. Non è uno strumento che si trova nel normale circuito dei negozi di strumenti musicali poiché ogni esemplare viene prodotto su ordinazione. In Italia è distribuito da Alphalab Audio di Torino presso il cui Show-room è possibile provare un esemplare full optional dello strumento.